# Marlon Xavier
Marlon Rodrigues Xavier (Cascavel, 20 maggio 1997) è un calciatore brasiliano, difensore del Grêmio in prestito dal Cruzeiro.

## Palmarès

### Competizioni nazionali
- Supercoppa di Turchia: 1

Trabzonspor: 2020